# Stéphane Risacher
Stéphane Rémy Daniel Risacher (* 26. August 1972 in Moulins) ist ein ehemaliger französischer Basketballspieler.

## Laufbahn
Risacher, ein 2,03 Meter messender Flügelspieler, wechselte 1988 von Stade Clermontois an die Nachwuchsfördereinrichtung INSEP. Dort weilte er in der Saison 1988/89 und ging 1989 zu Tours in die höchste Spielklasse des Landes, die Ligue Nationale de Basket. Dort wurde ihm noch wenig Einsatzzeit zugestanden. Das änderte sich mit Risachers Wechsel zu CRO Lyon. Mit dem Verein stieg er als Leistungsträger in der Saison 1990/91 in die erste Liga auf und war auch dort bis 1994 ein Stammspieler der Mannschaft. Besonders im Spieljahr 1993/94 wartete er mit guten statistischen Werten auf (17,1 Punkte, 5,1 Rebounds, 3,9 Korbvorlagen/Spiel).
Von 1994 bis 1999 spielte er bei Paris SG Racing. 1997 wurde er mit den Hauptstädtern Landesmeister, Risacher trug zu dem Erfolg im Schnitt 14,6 Punkte pro Spiel bei. Im Folgespieljahr 1997/98 trat er mit Paris erstmals in der Euroleague an. Nach einem Jahr bei Élan Béarnais Pau-Lacq-Orthez (1999/2000) nahm der Flügelspieler ein Auslandsangebot an und spielte von 2000 bis 2002 bei der griechischen Spitzenmannschaft Olympiakos Piräus. 2001 wurde er mit Piräus griechischer Vizemeister sowie 2002 Pokalsieger. 2002 zeigte die NBA-Mannschaft Toronto Raptors Interesse am Franzosen, zum Vertragsabschluss kam es nicht. Risacher setzte seine Laufbahn bei Unicaja Málaga in der spanischen Liga ACB fort (2002 bis 2006) und spielte dort wie teils in Paris unter Trainer Božidar Maljković. Seine größten Erfolge dort: Pokalsieger 2005 und spanischer Meister 2006. Im Meisterspieljahr 2005/06 war Risachers Einsatzzeit in Málaga mit 12:40 Minuten je Begegnung aber vergleichsweise gering, er erzielte 4,2 Punkte je Begegnung. Er blieb noch zwei Jahre in Spanien, von 2006 bis 2008 stand er bei CB Murcia unter Vertrag und war da wieder ein Leistungsträger. Zum Abschluss seiner Profilaufbahn ging der Linkshänder, der insbesondere für seine Stärken in der Verteidigung, seinen guten Wurf sowie seine Vielseitigkeit bekannt war, in sein Heimatland zurück und spielte von 2008 bis 2010 beim Erstligisten Chalon-sur-Saône.
Nach seiner Spielerzeit gründete er in der Nähe von Lyon ein Unternehmen, das Training und Trainingsgeräte für Leistungssportler anbietet. Er arbeitete mit seiner Firma unter anderem mit Nachwuchsspielern von Olympique Lyon zusammen. Darüber hinaus wurde er als Spielerberater tätig. Sein Sohn Zaccharie Risacher und seine Tochter Aïnhoa Risacher schlugen ebenfalls eine Leistungsbasketballlaufbahn ein.

### Nationalmannschaft
1993 wurde Risacher mit Frankreich Vizeweltmeister in der Altersklasse U22. Im Endspiel gegen die Vereinigten Staaten erzielte er sechs Punkte. In der A-Nationalmannschaft wurde er zwischen Juni 1991 und November 2001 123 Mal eingesetzt. Er gewann mit Frankreich Silber bei den Olympischen Sommerspielen 2000. Während des olympischen Turniers erzielte er im Schnitt 9,5 Punkte je Begegnung, bei der 75:85-Endspielniederlage gegen die USA kam er auf 15 Punkte. Risacher nahm auch an den Europameisterschaften 1993, 1997, 1999 und 2001 teil.